# Ruprechtia salicifolia
Ruprechtia salicifolia là một loài thực vật có hoa trong họ Rau răm. Loài này được (Cham. & Schltdl.) C.A. Mey. miêu tả khoa học đầu tiên năm 1840.